# オーヌ
オーヌ（フランス語: Hône [on]）は、イタリア共和国ヴァッレ・ダオスタ州にある、人口約1,200人の基礎自治体（コムーネ）。

## 地理

### 位置・広がり

#### 隣接コムーネ
隣接するコムーネは以下の通り。
- アルナド
- バール
- ドンナス
- ポンボーゼ

## 行政

### 分離集落
オーヌには、以下の分離集落（フラツィオーネ）がある。
- Champcorcher, Charvaz, Biel, Courtil, Gorbelou, Priod, Valleilles, Barge, Roncs, Pourcil, Folliasse, Vermy

## 姉妹都市
- Nora、スウェーデン 2008年